# Roque Sáenz Peña

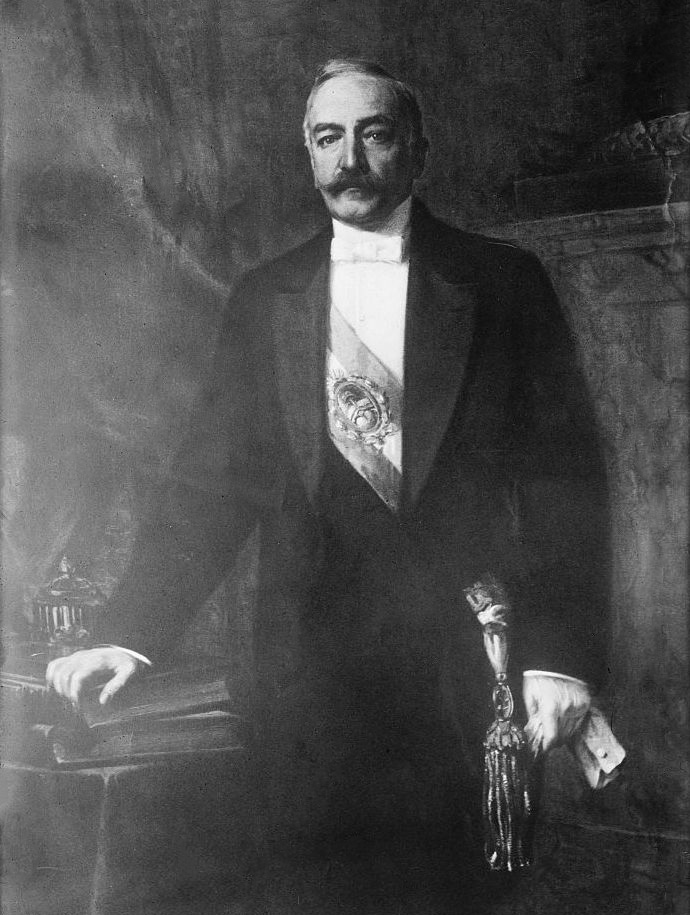
Roque Sáenz Peña

Roque Sáenz Peña (* 19. März 1851 in Buenos Aires; † 9. August 1914 ebenda) war ein argentinischer Anwalt und Politiker. Er war vom 12. Oktober 1910 bis zu seinem Tod am 9. August 1914 Präsident Argentiniens. Sáenz Peña gilt als Vater der Demokratie in Argentinien.

## Leben
Sein Vater, Luis Sáenz Peña, war vor ihm 1892 bis 1895 ebenfalls argentinischer Präsident. 1912 führte Peña das freie, gleiche und geheime Wahlrecht ein; das entsprechende Gesetz wurde als Ley Sáenz Peña bekannt. Vizepräsident Victorino de la Plaza folgte ihm im Amt nach, verlor zwei Jahre später die Wahl gegen Hipólito Yrigoyen von der oppositionellen Unión Cívica Radical, womit unter Ausnutzung der sáenz-peñaschen Wahlrechtsreformen die bis dahin herrschende Oligarchie aus dem Amt entfernt wurde.
Roque Sáenz Peña nahm als Oberstleutnant der peruanischen Armee am Salpeterkrieg teil und geriet nach der Schlacht von Arica für sechs Monate in chilenische Kriegsgefangenschaft. In Lima wurde ein Monument zu seinen Ehren errichtet.
Die Avenida Presidente Roque Sáenz Peña in Buenos Aires wie das Kap Sáenz an der Loubet-Küste des westantarktischen Grahamlands tragen seinen Namen. Sein Tod wird vielfach auf Syphilis zurückgeführt.

## Nachkommen
Sáenz Peñas Schwiegersohn Carlos Saavedra Lamas, Rechtswissenschaftler und Politiker, vermittelte im Chacokrieg zwischen Bolivien und Paraguay und handelte Nichtangriffspakte zwischen verschiedenen südamerikanischen Staaten aus. Im Jahre 1936 erhielt er dafür als erster Lateinamerikaner den Friedensnobelpreis. 